# Zentrum Bayern Familie und Soziales
Das Zentrum Bayern Familie und Soziales (ZBFS) wurde zum 1. August 2005 im Rahmen der Verwaltungsreform in Bayern geschaffen. Es ist eine zentrale Landesbehörde mit Sitz in Bayreuth und Regionalstellen in Augsburg, Bayreuth, Landshut, München, Nürnberg, Regensburg, Würzburg, Nördlingen, Kemnath und Selb. Das ZBFS ist dem Bayerischen Staatsministerium für Familie, Arbeit und Soziales nachgeordnet.

## Organisation
Das ZBFS fügt
- die Ämter für Versorgung und Familienförderung,
- das Bayerische Landesamt für Versorgung und Familienförderung
- das Bayerische Landesjugendamt
- die Integrationsämter – in Bayern jetzt das Inklusionsamt – und
- die Hauptfürsorgestellen

zusammen.

## Aufgaben
Die Aufgaben des Zentrum Bayern Familie und Soziales sind
- die Durchführung des Bundeselterngeld- und Elternzeitgesetzes (BEEG) inklusive Vollzug des Betreuungsgeldes und des Landeserziehungsgeldgesetzes (LErzGG) sowie des Bayerischen Familiengeldgesetzes (BayFamGG),
- Kinder- und Jugendhilfe (Bayerisches Landesjugendamt)
- die Feststellung einer Schwerbehinderung und die Ausstellung entsprechender Ausweise nach dem SGB IX,
- Hilfen zur beruflichen Integration schwerbehinderter Menschen am Arbeitsplatz (Inklusionsamt)
- Leistungen nach dem sozialen Entschädigungsrecht für Kriegsopfer nach dem Bundesversorgungsgesetz (BVG), Opfer von Gewalttaten nach dem Opferentschädigungsgesetz (OEG), Zivildienstbeschädigungen nach dem Zivildienstgesetz (ZDG) sowie Opfer von Impfschäden nach dem Infektionsschutzgesetz (IfSG)
- Förderaufgaben – z. B. im Rahmen des Europäischen Sozialfonds, der Behinderten- und Altenhilfe und des Freiwilligen Sozialen Jahres
- die Fachaufsicht über den Maßregelvollzug in Bayern. Das Amt für Maßregelvollzug im ZBFS nimmt seit 1. August 2015 seine Aufgaben wahr. Zu diesem Zeitpunkt ist das Bayerische Maßregelvollzugsgesetz (BayMRVG) in Kraft getreten.
- die Fachaufsicht über die öffentlich-rechtliche Unterbringung in Bayern. Das Amt für öffentlich-rechtliche Unterbringung im ZBFS nimmt seit 1. Januar 2019 diese Aufgabe, die im Bayerischen Psychisch-Kranken-Hilfe-Gesetz (BayPsychKHG) geregelt ist, wahr.
- alljährlich seit 2005 wird der Inklusionspreis JobErfolg zur Würdigung herausragenden Engagements bei der Arbeitsintegration von Menschen mit Behinderung vergeben

## Antragstellung
Anträge auf Elterngeld und zur Feststellung einer Behinderung können auch online gestellt werden.
Das ZBFS verfügt darüber hinaus über Sonderbetreuer für den Bereich Opferentschädigung. Diese klären die Opfer von Gewalttaten umfassend über ihre Rechtsstellung auf und beraten bei der Antragstellung.